# Новогодний спуск и подъём объектов

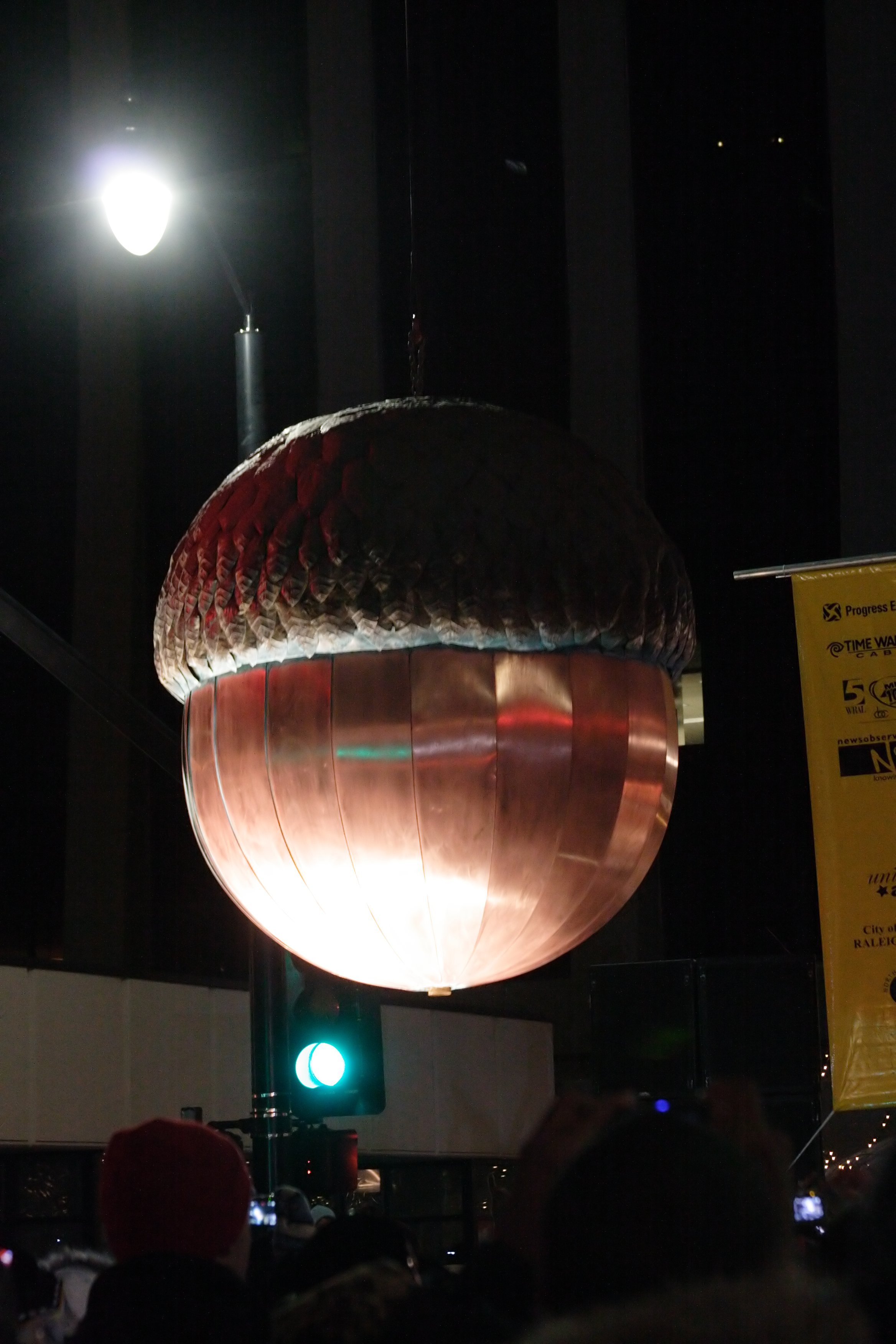
Спуск гигантского жёлудя из стали и меди на Новый год в Роли, Северная Каролина

В канун Нового года многие населенные пункты в США используют для обозначения начала нового года спуск или подъём разных объектов. Эти мероприятия проходят по образцу спуска хрустального шара, впервые произведённого в Нью-Йорке на Таймс-сквер в канун 1908 года. Традиция восходит к XIX веку, когда шар времени использовался для калибровки корабельных хронометров.
В части городов воспроизводится шар с Таймс-сквер, однако в других местах в качестве опускающихся объектов используются предметы, являющиеся символами местной культуры, географии или истории. Хотя шары времени в канун Нового года спускаются в нескольких странах, подавляющее распространение традиция получила именно в США.

## США
Различные вариации шаров поднимались и опускались в Нью-Йорке на Таймс-сквер; Балтиморе, штат Мэриленд; Ричмонде, штат Виргиния (подъём); Оклахома-Сити, штат Оклахома (подъём); Остине, штат Техас; Шайенне, штат Вайоминг; Сакраменто, штат Калифорния и других городах.
В качестве других объектов для спуска или подъёма использовались символы штатов. Например, в Атланте, штат Джорджия, с башни падал огромный персик, а в Майами, штат Флорида, вдоль стены высотного здания поднимался апельсин в солнцезащитных очках. В Новом Орлеане, штат Луизиана, до 2008 года спускали котелок с гамбо, а затем заменили на лилию.
Также в качестве объектов для спуска или подъёма используются животные. Сразу два города спускают с высоты опоссума: Брасстаун в Северной Каролине — живого, а Талапуса в Джорджии — чучело. Также известно использование пеликана, бобра, ондатры, канюка, сардины, лобстера, краба, утки. В Цинциннати, штат Огайо, наступление нового года символизирует пролёт свиньи.
Мероприятие бывает частью рекламой деятельности коммерческих организаций. Например, а Индианаполисе, штат Индиана, с помощью крана спускали вниз автомобиль IndyCar, а в Мобиле, штат Алабама, при поддержке компании Chattanooga Bakery, с небоскрёба RSA Battle House Tower спускался MoonPie (более известный в России как ChocoPie) весом более четверти тонны.
Штат с наибольшим числом населённых пунктов, где проводятся спуски и подъёмы объектов на новый год, — Пенсильвания. В том числе в столице штата спускали гигантскую клубнику.